# ブルー・ムービー
『ブルー・ムービー』（Blue Movie）は、アンディ・ウォーホルが脚本の執筆、製作、および監督を務めた1969年のアメリカ合衆国のエロティック映画である。

## 概要
本作は、アメリカ合衆国で広く劇場公開された、最初の露骨な性行為を描いた成人向けポルノ映画であり、ポルノの黄金時代の独創的な映画と見なされている。
ライターの村山章がニュースサイト「OCEANS」に寄せた記事によると、ウォーホルはフィルムの特性を知らぬまま、フィルターを掛けずに撮影してしまった結果、映像全体に青みがかかってしまい、映像の色調とポルノ映画であることのダブルミーニングとしてこのようなタイトルをつけたとされている
2016年、マンハッタンのホイットニー美術館で『ブルー・ムービー』が上映された。